# Dassault Super Étendard
Dassault Super Étendard (étendard – fr. sztandar, chorągiew) – francuski pokładowy samolot myśliwsko-szturmowy zaprojektowany przez Dassault Aviation jako wersja rozwojowa myśliwca Dassault Étendard IVM.
Samolot powstał jako odpowiedź Dassault Aviation na potrzebę wymiany wcześniejszej wersji Étendard IVM po nieudanej próbie przystosowania do tego celu samolotu SEPECAT Jaguar. Samolotem zainteresowała się także Argentyna, która zamówiła 14 egzemplarzy wyposażonych w opracowany w tym samym czasie przeciwokrętowy pocisk rakietowy Exocet wystrzeliwany z platform powietrznych.

## Konstrukcja
Prace nad Super Étendard rozpoczęły się pod koniec lat 60. XX wieku, gdy dobiegał końca konstrukcyjny okres używania oryginalnych maszyn Étendard francuskiej marynarki wojennej. Maszyny tego typu miały zostać zastąpione morskim wariantem SEPECAT Jaguar, który został oznaczony jako Jaguar M; jednakże projekt ten utknął w martwym punkcie z powodu zbiegu problemów politycznych i problemów technicznych napotkanych podczas próbnego rozmieszczenia na pokładach lotniskowców.
W rezultacie doprowadziło to do rozwoju ulepszonej wersji Étendard, o nazwie Super Étendard. Nowa maszyna w niewielkim jednak stopniu była ulepszeniem swojego poprzednika, zapewniając swoim użytkownikom znacznie mniejsze osiągi niż Jaguar, przenosząc przy tym o połowę mniej uzbrojenia. Nie miało to jednak prawdopodobnie znaczenia dla rządu Francji, kładącego główny nacisk na produkcję samolotu z wykorzystaniem komponentów w niemal stu procentach krajowego pochodzenia.
Prototyp maszyny został oblatany 28 października 1974 roku, a zaraz później lotnictwo francuskiej marynarki wojennej (Aéronavale) zamówiło 60 egzemplarzy seryjnych, których dostawy rozpoczęto w czerwcu 1978 roku. Dassault liczył wprawdzie na zamówienia zagraniczne, jednak jedynym klientem eksportowym na tę konstrukcję została Argentyna, która zamówiła 14 maszyn tego typu dla swojego jedynego lotniskowca ARA „Veinticinco de Mayo”. Do czasu jednak zajęcia przez Argentynę Falklandów, jedynie pięć z nich zostało dostarczonych odbiorcy, jedynie zaś cztery uzyskały status operacyjny. Samoloty te weszły do służby w 2. kluczu 3. eskadry morskiej z bazy Río Grande na Ziemi Ognistej, jednak jego piloci dopiero co ukończyli szkolenie we Francji i nie byli przygotowani do zimowej wojny na południowym Atlantyku.
Pięć Super Étendardów zostało w 1983 roku wypożyczone Irakowi, który użytkował je do momentu rozpoczęcia dostaw zamówionych wcześniej myśliwców Dassault Mirage F1EQ-5 (uzbrojonych w Exocety).
W latach 90. samoloty Super Étendard poddano modernizacji, mającej na celu przystosowanie ich do używania precyzyjnej, naprowadzanej laserowo, broni najnowszej generacji (pociski AS30L Laser). Maszyny zdolne do jej używania oznaczono jako Super Étendard Modernisé lub w skrócie SEM. Modernizacja była przeprowadzona w kilku etapach. W ramach standardu 4 w 2004 roku samoloty przystosowano do przenoszenia optoelektronicznych zasobników obserwacyjno-celowniczych z kamerą termowizyjną Damocles M. W latach 2008–2010 pozostałe około 35 samolotów zmodernizowano do standardu 5, ulepszając środki łączności i przystosowując do przenoszenia bomb kierowanych (GBU-58 113 kg i GBU-49 227 kg).

## Użycie bojowe samolotów Super Étendard
Podczas wojny o Falklandy-Malwiny Argentyna użyła pięciu samolotów Super Étendard wyposażonych w pociski Exocet, atakując brytyjskie jednostki pływające. Wszystkie pięć dostarczonych z samolotami pocisków Exocet zostało użyte do zatopienia niszczyciela HMS „Sheffield” (głowica bojowa wprawdzie nie detonowała, ale „Sheffielda” zniszczył pożar paliwa Exoceta) i okrętu transportowego „Atlantic Conveyor”. Trzeci trafiony Exocetem okręt brytyjski, HMS „Glamorgan”, został ostrzelany przy użyciu pocisku w wersji odpalanej z platformy naziemnej.

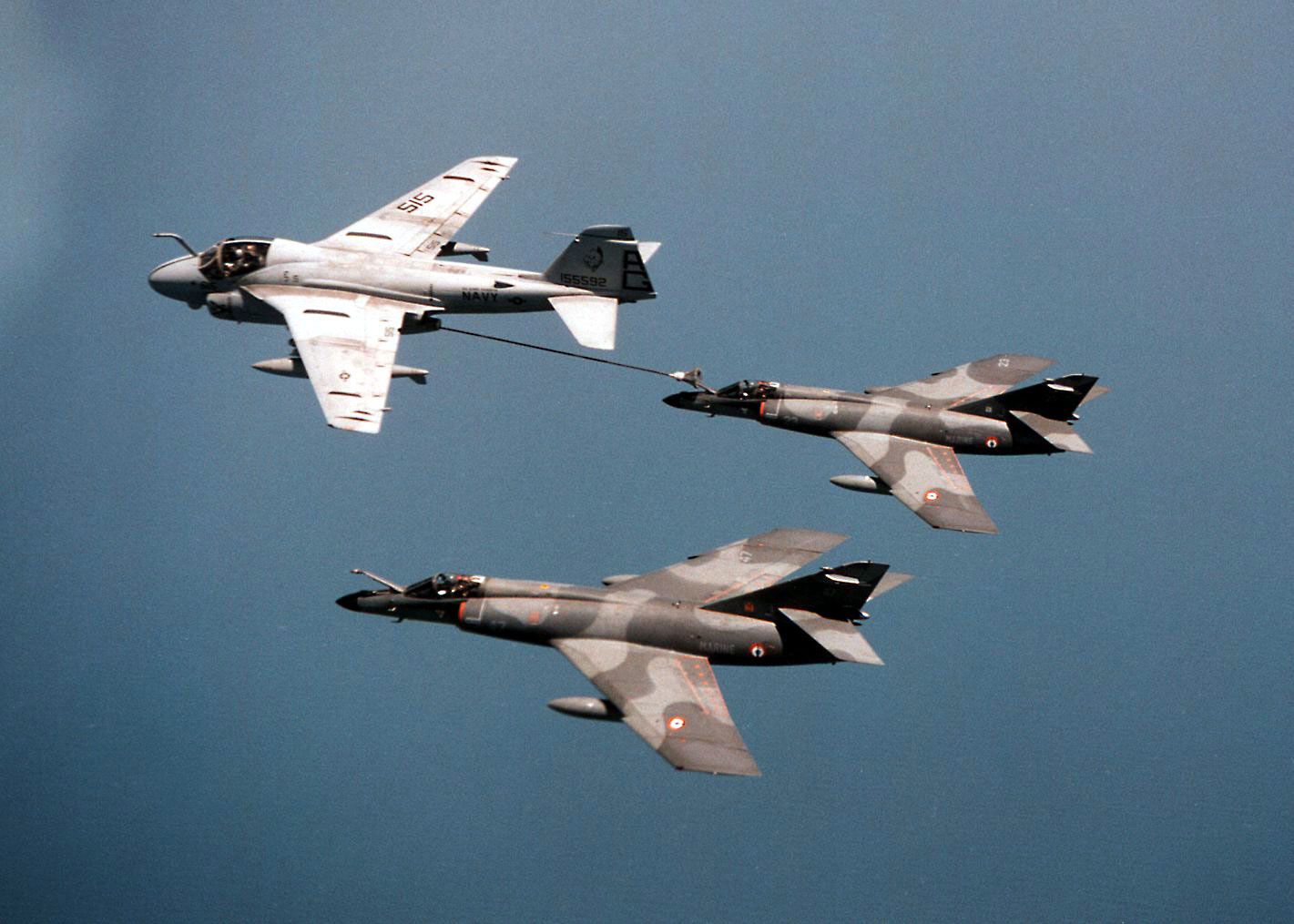
Dwa Super Étendardy pobierają paliwo z powietrznego tankowca A-6 Intruder

Wypożyczone Irakowi samoloty Super Étendard uzbrojone w pociski Exocet użyto w 34 atakach na irańskie tankowce podczas wojny iracko-irańskiej w latach 1984–1985. Przynajmniej jeden z nich został zestrzelony w pobliżu Chark przez irańskiego F-14 Tomcata lub F-4 Phantoma II, pozostałe zwrócono Francji w 1985 roku.
W służbie francuskiej zmodernizowane samoloty Super Étendard Modernisé (SEM) były używane w operacji Allied Force w Kosowie w 1999 roku wykonując ponad 400 misji. W 2001 samolotów tego typu używano także w operacji Enduring Freedom w Afganistanie. Ostatnia tura służby operacyjnej francuskich Super Étendardów dobiegła końca w marcu 2016 roku; ich ostateczne wycofanie ze stanu francuskiej marynarki wojennej nastąpiło w lipcu tego samego roku.